# Karen Meffert
Karen Meffert (* 26. Mai 1927 in Berlin; † 27. Dezember 2010 in Zürich) war eine Schweizer Radio- und Fernsehmoderatorin.

## Biografie
Karen Meffert wuchs nach dem frühen Tod ihrer Mutter bei Verwandten in der Schweiz und in Deutschland auf. Sie absolvierte eine Ausbildung als Sängerin und Schauspielerin am Konservatorium Bern. 1961 begann sie ihre Tätigkeit beim Schweizer Radio und gehörte damit zu den ersten Frauen in diesem Beruf. Sie wurde insbesondere durch ihre Kinder- und Jugendsendungen (Bettmümpfeli, Chummerchischte) bekannt. Sie war aber auch für das Schweizer Fernsehen als Moderatorin, Redaktorin und Produzentin tätig, etwa für Sendungen wie Ratgeber, Seniorama und Treffpunkt.
1989 beendete Karen Meffert ihre Tätigkeit für Radio und Fernsehen. Sie gründete die Stiftung Schule für angewandte Gerontologie (1993 von der Pro Senectute übernommen, 2010 geschlossen). 1994 eröffnete sie die Werkstatt für Sprechkultur.
Karen Meffert hatte aus einer frühen Ehe zwei Töchter, die sie nach der Scheidung von ihrem Mann allein erzog.